# NGC 3251
NGC 3251 est une galaxie spirale barrée située dans la constellation du Lion.NGC 3251 a été découverte par l'astronome prussien Heinrich Louis d'Arrest en 1862. Cette galaxie a aussi été observée par l'astronome français Stéphane Javelle le 2 avril 1900 et elle a été ajoutée au catalogue IC sous la cote IC 2579.

## Caractéristiques
Sa vitesse par rapport au fond diffus cosmologique est de 5 396 ± 21 km/s, ce qui correspond à une distance de Hubble de 79,6 ± 5,6 Mpc (∼260 millions d'al).
À ce jour, quatre mesures non basées sur le décalage vers le rouge (redshift) donnent une distance de 58,875 ± 1,261 Mpc (∼192 millions d'al), ce qui est à l'extérieur mais compatible avec les valeurs de la distance de Hubble. Notons cependant que c'est avec la valeur moyenne des mesures indépendantes, lorsqu'elles existent, que la base de données NASA/IPAC calcule le diamètre d'une galaxie et qu'en conséquence le diamètre de NGC 3251 pourrait être d'environ 59,7 kpc (∼195 000 al) si on utilisait la distance de Hubble pour le calculer.
NGC 3251 présente une large raie HI. Selon la base de données Simbad, NGC 3251 est une galaxie LINER, c'est-à-dire une galaxie dont le noyau présente un spectre d'émission caractérisé par de larges raies d'atomes faiblement ionisés.

## Supernova
La supernova SN 1999gj a été découverte dans NGC 3251 le 17 novembre 1999 par l'astronome amateur britannique Mark Armstrong. Cette supernova était de type Ia.